# Могила непереможених
Могила непереможених (мак. Могила на непобедените) — пам'ятник Другої світової війни у парку революції, Прілеп, Північна Македонія. Пам'ятник і меморіальний комплекс був побудований в 1961 році на честь мучеників і полеглих бійців народно-визвольної боротьби в Македонії. Автором меморіального комплексу є сербський архітектор Богдан Богдановік.
Комплекс складається з меморіальної урни та братських могил загиблих воїнів. Меморіальні урни виготовили з мармуру, і вони нагадують античні урни. Найбільша (Велика) урна, в комплексі є символ Вічного вогню на вершині, яка є символом македонської народної боротьби за свободу. У другій частині комплексу — склеп, у якому зберігаються останки 462 полеглих партизан з Прілеп і сусідніх місць. Їх імена викарбувані на мармурових плитах.
У 2007-2008 роках комплекс був повністю відновлений.

## Опис
Парк революції знаходиться в південній частині міста, благоустрій прикрашають високі сосни і низькорослі вічнозелені флори. Парк був збагачений пам'ятниками в 1961 році на честь всіх загиблих воїнів та учасників народно-визвольного руху. Курган напівкруглої форми, в якій внутрішня частина має всю вертикальну поверхню, вимощену білими мармуровими плитами. На них викарбувані імена загиблих партизанів 462 від Прілеп і навколишні місця. Перед напівкруглою формою є вісім мармуровий меморіальних урни, що символізує формування першого партизанського загону в Македонії, і їх подальше перетворення в потужні бойові одиниці.
Парк революції був оголошений пам'яткою культурної спадщини в 1989 році. У парку є алея народним героям, офіційно відкритий в 1961 році. Є дев'ять бронзових бюстів полеглих народних героїв, які народилися в Прілепі: Кіро Гавріловські, Ілля Йовановські, Йордан Чопела, Борка Талеський, Кузьман Ясіфовські, Мірче Ацев, Борка Валевські, Рампо Левков і Крума Волнаровські. З 2012 року був  прийнятий проект, щоб додати до цих дев'яти бюстів ще чотири бюсти народних героїв з Прілепе, які виступали у ролі політиків в соціалістичній Македонії: Вера Ацева, Доре Дамевські, Борко Тамелковські і Крсте Црвенковський.

## Галерея

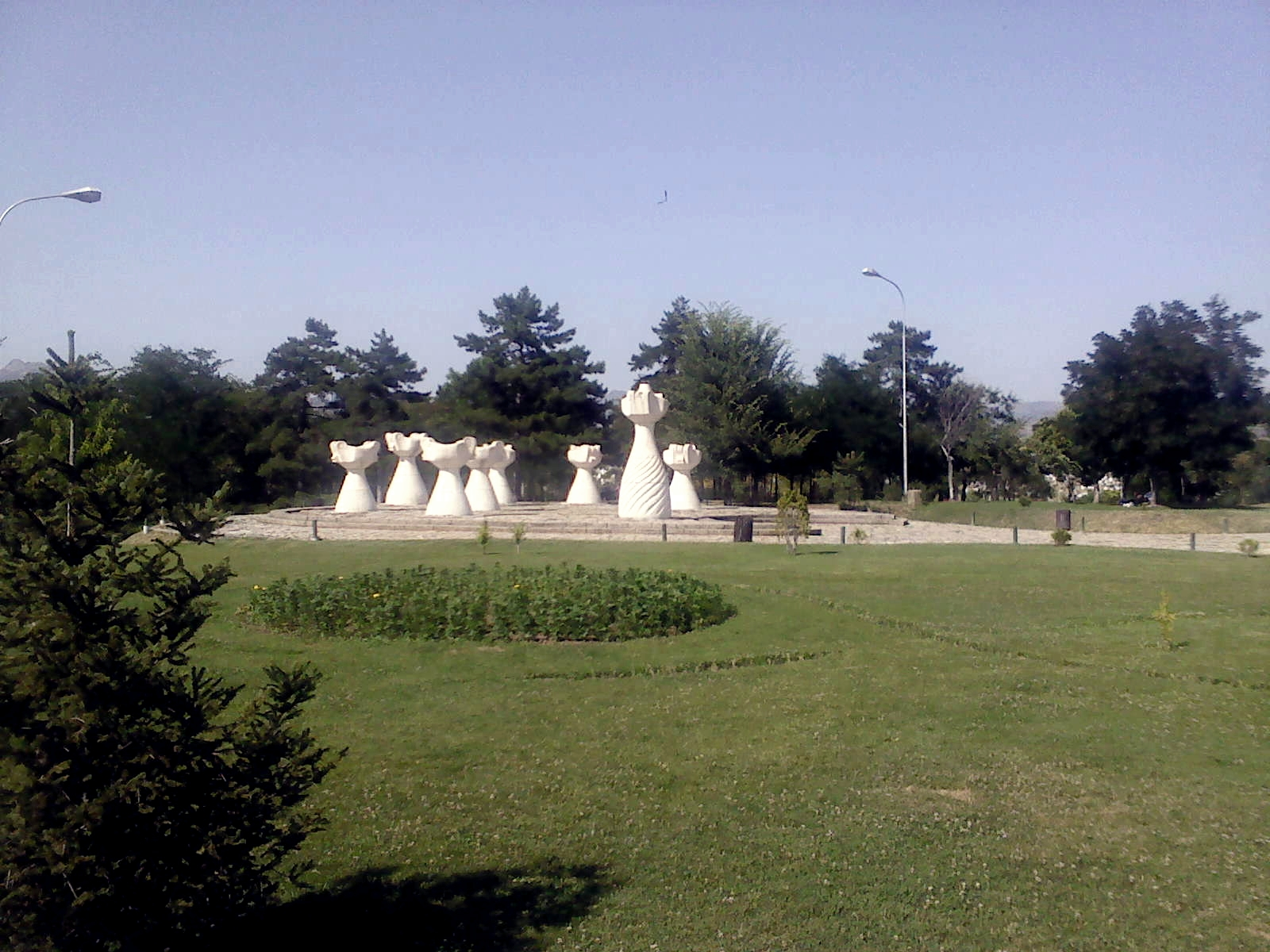
Парк революції і меморіал
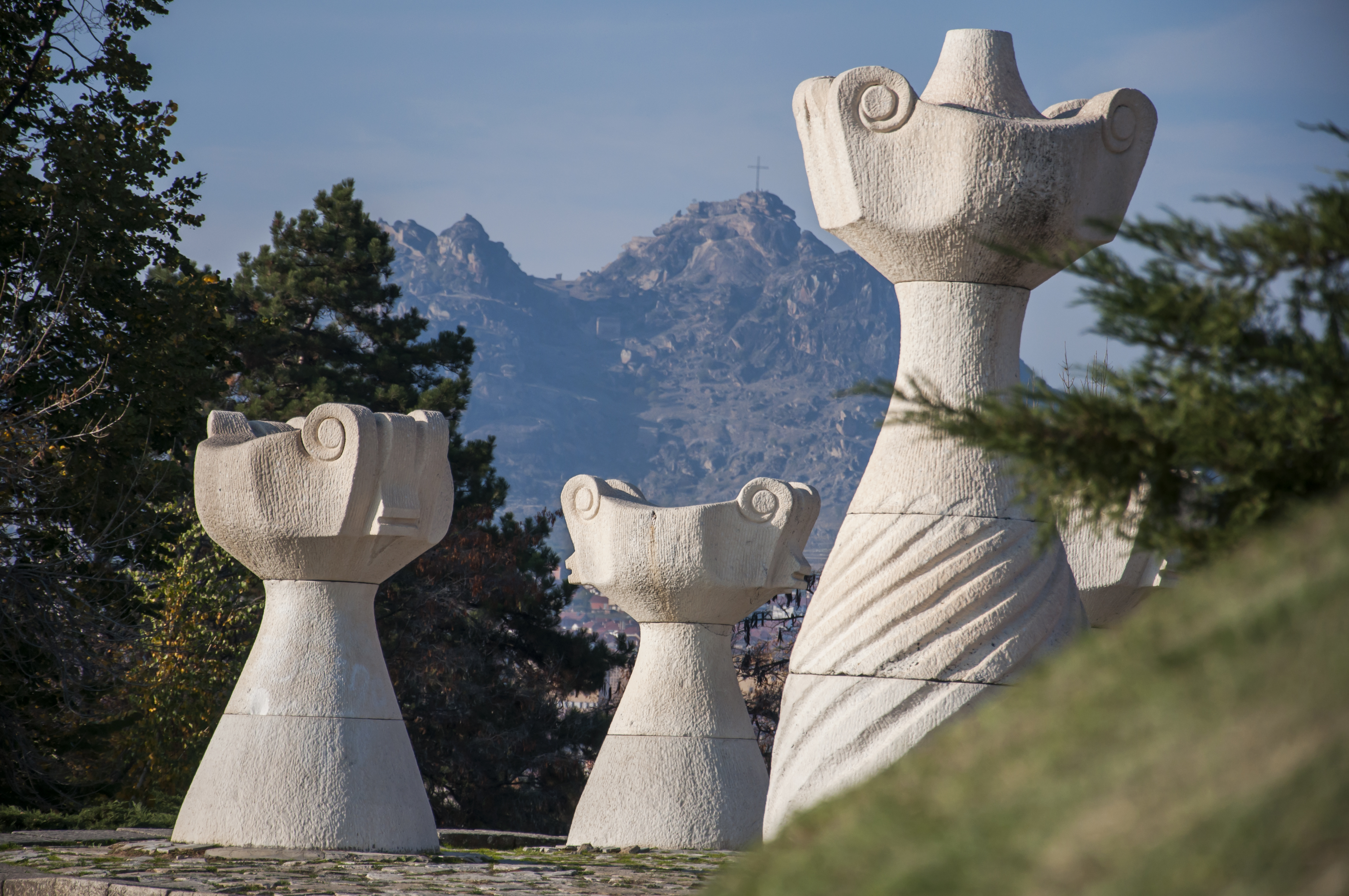
Вид на урни
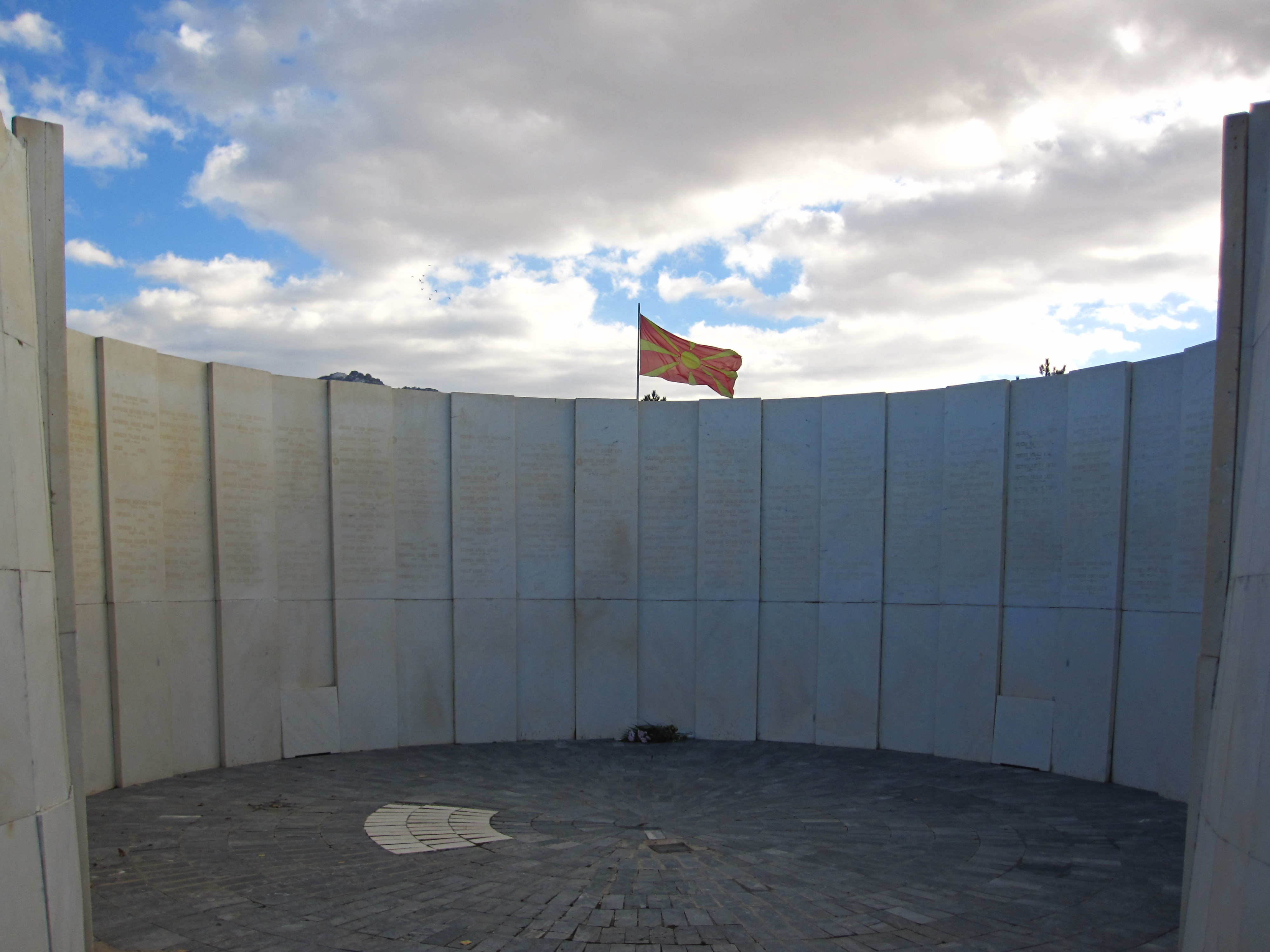
Загальні могили полеглих воїнів.
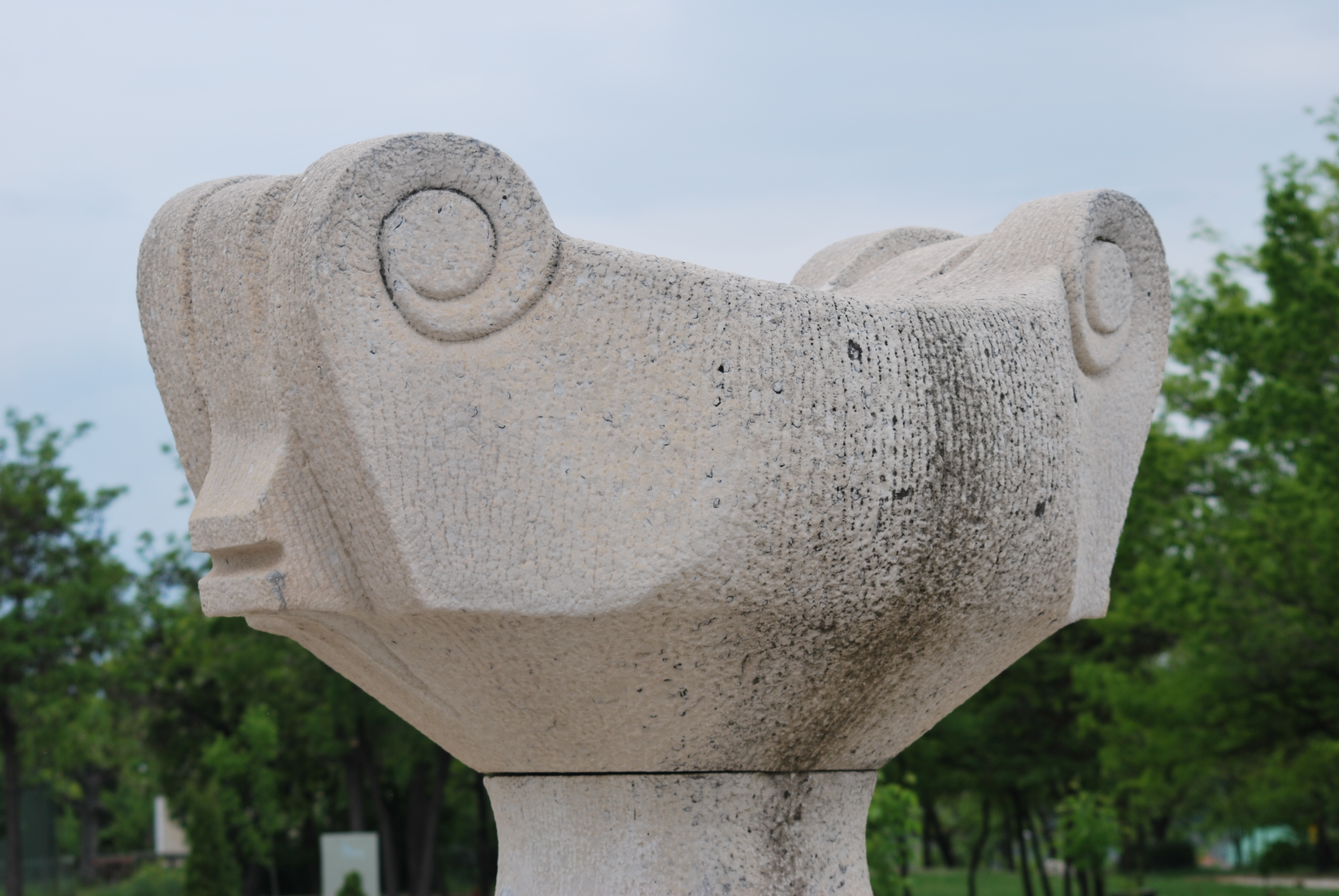
Деталь з однієї з урн
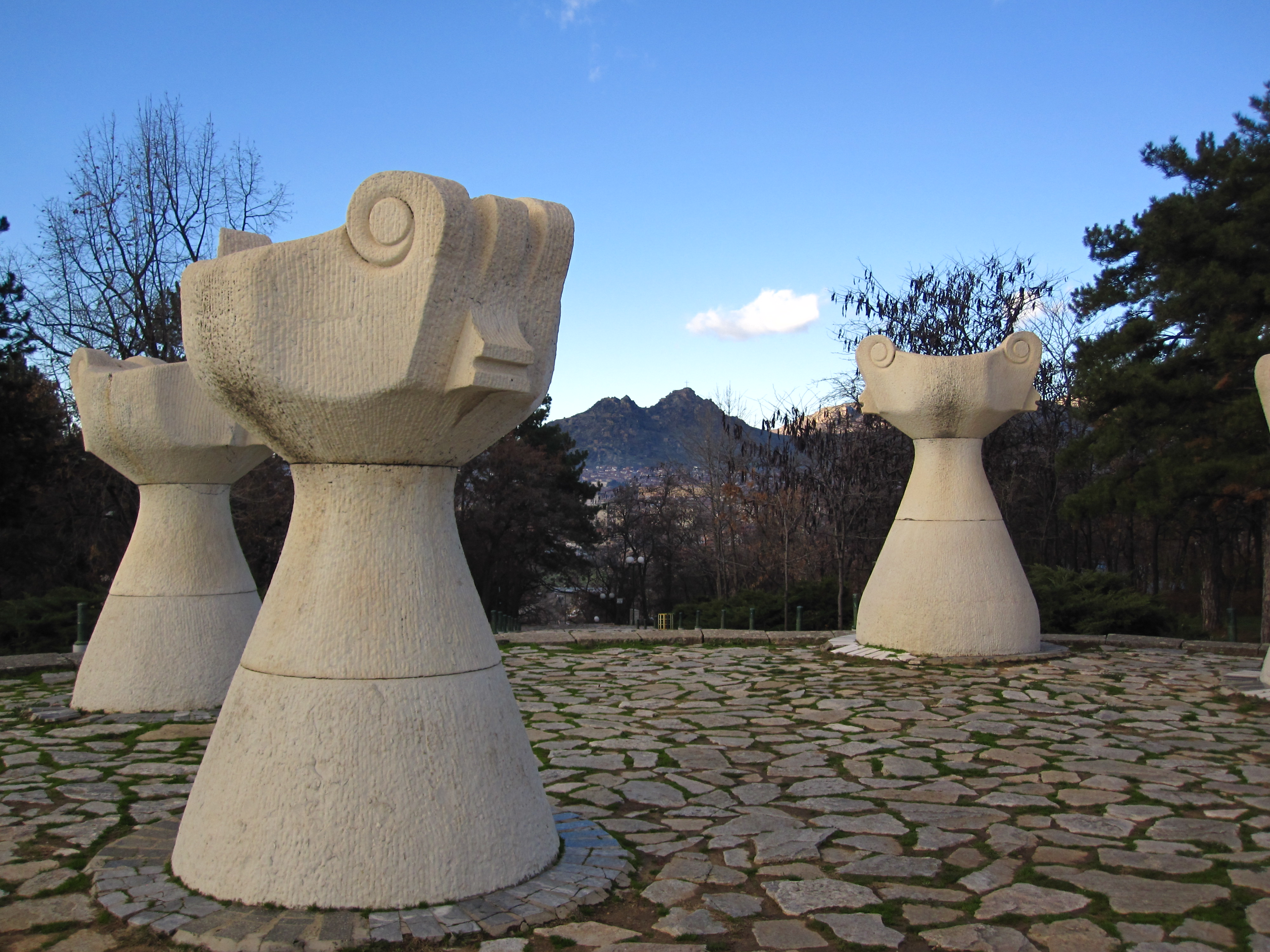
Три урни